# Liste des œuvres de Robert de Visée
La liste des œuvres du compositeur Robert de Visée, classée par types d'œuvres, ainsi qu'une discographie sélective.

## Pièces pour guitare
Il existe deux recueils d'œuvres pour guitare : le Livre de guittarre dédié au Roy (sic) (publié à Paris en 1682) et le Livre de pièces pour la guittarre dédié au Roy (publié à Paris en 1686), second livre qu'il souhaita rendre plus accessible aux guitaristes moins avancés. En dehors de ces recueils, plusieurs pièces manuscrites, parmi lesquelles des transcriptions d'œuvres de Jean-Baptiste Lully.
Des pièces de Robert de Visée Sarabande et Bourrée arrangées pour la guitare classique contemporaine à 6 cordes et interprétées par Narciso Yepes font partie de la musique du film Jeux Interdits après la célèbre romance.

### Livre de guittarre, dédié au Roy(1682)
- Suite no 1 en la mineur
  - Prélude, Allemande, Courante, Sarabande, Gigue, Passacaille, Gavotte, Gavotte, Bourrée.
- Suite no 2 en la majeur
  - Allemande, Courante, Sarabande.
- Suite no 3 En ré mineur
  - Prélude, Allemande, Courante, Courante, Sarabande, Sarabande, Gigue, Passacaille, Gavotte, Gavotte, Menuet Rondeau, Menuet Rondeau, Bourrée.
- Suite no 4 en sol mineur
  - Prélude, Allemande, Courante, Double de la Courante, Sarabande, Gigue, Menuet, Gavotte.
- Suite no 5 en sol majeur
  - Sarabande, Sarabande, Gigue.
- Suite no 6 en do mineur
  - Prélude, Tombeau de Mr. Francisque Corbet, Courante, Sarabande, Sarabande en Rondeau, Gavotte.
- Suite no 7 en do majeur
  - Prélude, Allemande, Courante, Sarabande, Gigue a la Maniere Angloise, Gavotte, Menuet.
- Chacone (fa majeur)
- Suite no 8 en sol majeur
  - Prélude (Accord Nouveau), Allemande, Courante, Sarabande, Gigue, Sarabande, Chacone, Gavotte, Menuet, Bourrée.

### Livre de pièces pour la guittarre dédié au Roy(1686)
- Suite no 9 en ré mineur
  - Prélude, Allemande, Courante, Sarabande, Gigue, Gavotte, Bourrée, Menuet, Passacaille, Menuet.
- Suite no 10 en sol mineur
  - Prélude, Allemande, Courante, Sarabande, Gigue, Menuet, Chacone, Gavotte, Bourrée, Menuet.
- Sarabande (la mineur)
- Gigue (la mineur)
- Sarabande (la majeur)
- Menuet (la majeur)
- Suite no 11 en si mineur
  - Prélude, Allemande, Sarabande, Gigue, Passacaille.
- Suite no 12 en mi mineur
  - Sarabande, Menuet, Passacaille.
- Menuet (do majeur)

### Pièces manuscrites
- Pièces en la mineur
  - Prélude, Allemande, Villanelle (& Contrepartie).
- Pièces en la majeur
  - Prélude, Rondeau.
- Pièces en do majeur
  - Courante, Gigue.
- Pièces en ré mineur
  - Allemande la Royalle, Sarabande, Masquerade, Gigue, Gavotte, Chacone.
- Pièces en ré majeur
  - Sarabande, Gavotte, Chacone, Gavotte Rondeau (& Contrepartie).
- Pièces en sol mineur
  - Prélude, Prélude, Allemande, Sarabande, Gavotte, Gavotte en Rondeau, Ouverture de la Grotte De Versailles (de Lully), Entrée d’Appollon (de Lully).
- Pièces en sol majeur
  - Allemande, Courante, Sarabande, Gigue, Gigue, Musette (Rondeau).

## Pièces de Théorbe et de Luth. Mises en Partition, Dessus et Basse(1716)
Source : International Music Score Library Project.
- Suite no 1 en sol mineur
  - Allemande (grave), Allemande (gay), Allemande (grave), Courante, Courante, Courante, Sarabande, Sarabande, Sarabande, Gigue, Gigue (gaye), Gavotte, Gavotte, Passacaille, Pastorale, Menuet.
- Suite no 2 en sol majeur
  - Allemande, Courante, Sarabande, Gigue, Menuet, Chacone.
- Suite no 3 en la mineur
  - Prélude, Allemande (grave), Allemande (grave), Allemande (grave), Courante, Sarabande, Sarabande, Gigue, Gigue, Gavotte, la Montfermeil (Rondeau).
- Suite no 4 en si-bémol majeur
  - Allemande (la Mutine, gay), Courante, Sarabande (la Du haut menil), Gigue (grave), Gavotte.
- Suite no 5 en ut mineur
  - Prélude, Allemande (Tombeau de Du But, grave), Allemande (grave), Allemande (grave), Allemande (La Conversation, grave), Courante, Courante, Sarabande (Rondeau), Sarabande, Gigue, Gigue (gaye), Gavotte, Gavotte (Rondeau), Gavotte.
- Suite no 6 en ut majeur
  - Allemande, Courante, Courante, Gigue, Gigue, Muzette (Rondeau), Gavotte (Rondeau), Menuet (Rondeau).
- Suite no 7 en ré mineur
  - Allemande (la Royale), Courante, Courante, Sarabande, Gavotte, Chacone, Mascarade (Rondeau).
- Suite no 8 en ré majeur
  - Allemande, Courante, Courante, Sarabande, Gigue, Gigue, Gavotte, Bourée (la Villageoise).
- Suite no 9 en mi mineur
  - Allemande (Tombeau de M. Mouton, grave), Allemande, Courante, Sarabande, Gigue, Gavotte.
- Suite no 10 en fa mineur
  - Allemande (Tombeau de Mlles de Visée, filles de l'auteur "la Plainte", grave), Courante, Sarabande, Gigue, Gigue.

## Discographie
- Pièces de théorbe – Hopkinson Smith (avril 1978, Astrée/Auvidis) (OCLC 818985363)
- Pièces de théorbe – Yasunori Imamura (26-28 avril 1993, Capriccio) (OCLC 704919229)
- Pièces de théorbe – José Miguel Moreno (novembre 1995, Glossa GCD 920104)
- La Conversation – Vincent Dumestre (théorbe), avec la collaboration d'Eugène Green (1998, Alpha) — avec Théophile de Viau.
- Suites pour théorbe – Pascal Monteilhet, théorbe ; Amandine Beyer, violon ; Amélie Michel, flûte traversière ; Marianne Muller, viole de gambe (2004, Zig-Zag Territoires ZZT051101)
- L'Œuvre pour guitare : livres I, II et III – David Jacques (juin/juillet/août 2006, 3 CD Disques XXI-21 Productions) (OCLC 423702628)
- La Mascarade – Rolf Lislevand (avril 2012, ECM 4811716) (OCLC 957661871) — avec Francesco Corbetta.
- Livres de pièces pour la guittarre – Krishnasol Jiménez, guitare Sabionari d'Antonio Stradivari, 1679 (juin/septembre 2012, Brilliant Classics) (OCLC 927444150)
- Pièces pour théorbe et guitare – Xavier Díaz-Latorre, théorbe et guitare (2018, Passacaille 1038) (OCLC 1343927854),  (EAN 5425004180384)
- Œuvres pour théorbe – Johannes Ötzbrugger (octobre 2020, Fra Bernardo)  (EAN 4260307431129)
- Suites à la mémoire d’un poète – Thibault Roussel, théorbe (2024, Château de Versailles Spectacles[2]) (OCLC 1475649462)